# تحليل مقارب
في التحليل الرياضي ، يعد التحليل المقارب ، المعروف أيضًا باسم التقارب ، طريقة لوصف سلوك النهايات.
كتوضيح، افترض أننا مهتمون بخصائص الدالة f(n) بحيث n هو عدد كبير جدًا. إذا كانت f(n) = n2 + 3n إذاً كلما كَبُرت n ، 3n تصبح ضئيلة مقارنة بــ n2. يُقال أن الدالة f(n) «مكافئة بشكل مقارب لـ n2 ، عندما n → ∞ ». غالبًا ما يتم كتابة هذا على كشكل f(n) ~ n2 ، والذي يُقرأ « f(n) مقارب لـ n2 ».

كمثال على نتيجة مقاربة مهمة نذكر مبرهنة الأعداد الأولية . لتكن π(x) هي الدالة المعدة للأعداد الأولية، أي أن π(x) هي عدد الأعداد الأولية التي تقل عن x أو تساويها. ثم تنص المبرهنة على الآتي :
{\displaystyle .\pi (x)\sim {\frac {x}{\ln x}}}

## تعريف
بالنظر إلى الدالتين f(x) و g(x) ، نحدد العلاقة الثنائية
{\displaystyle f(x)\sim g(x)} عندما تؤول {\displaystyle x} إلى {\displaystyle \infty }.
إذا وفقط إذا (دي بروين  1981)
{\displaystyle .\lim _{x\to \infty }{\frac {f(x)}{g(x)}}=1}
الرمز ~ هو تلدة . العلاقة هي علاقة تكافؤ على مجموعة دوال x ؛ يقال أن الدالتين f و g مكافئتان تقاربيًا (أو بشكل مقارب) . يمكن أن يكون مجال f و g أي مجموعة بشرط أن تكون فيها النهاية معرفة: على سبيل المثال، الأعداد الحقيقية والأرقام المركبة والأعداد الصحيحة الموجبة.

## خصائص
إذا كانت {\displaystyle f\sim g} و {\displaystyle a\sim b} ، ففي ظل بعض الظروف، الآتي صحيح.
- {\displaystyle f^{r}\sim g^{r}} ، لكل r
- {\displaystyle \log(f)\sim \log(g)}
- {\displaystyle f\times a\sim g\times b}
- {\displaystyle f/a\sim g/b}

تسمح هذه الخصائص بتبادل الدوال المتكافئة تقاربيًا بحرية في العديد من التعبيرات الجبرية.

## أمثلة على الصيغ المقاربة
- عاملي

{\displaystyle n!\sim {\sqrt {2\pi n}}\left({\frac {n}{e}}\right)^{n}}
- هذا الأخير هو تقريب ستيرلينغ.
- دالة التجزئة

لعدد صحيح موجب {\displaystyle n} ، تعطي دالة التجزئة {\displaystyle p(n)} عدد طرق كتابة العدد الصحيح {\displaystyle n} كمجموع من الأعداد الصحيحة الموجبة.
{\displaystyle p(n)\sim {\frac {1}{4n{\sqrt {3}}}}e^{\pi {\sqrt {\frac {2n}{3}}}}}

## وصلات خارجية
- Asymptotic Analysis  —home page of the journal, which is published by IOS Press
- A paper on time series analysis using asymptotic distribution